# Luigi Cevenini
Luigi Cevenini (Milano, 13 marzo 1895 – Masano di Villa Guardia, 23 luglio 1968) è stato un calciatore e allenatore di calcio italiano, di ruolo interno sinistro.
È noto anche come Cevenini III, in quanto terzo di cinque fratelli (gli altri furono Aldo, Mario, Cesare e Carlo) che costituirono una delle maggiori dinastie calcistiche italiane. Detto Zizì per la lingua arguta e pettegola, fu probabilmente il più famoso e dotato dei cinque fratelli, arrivando anche a giocare 29 partite in nazionale con 11 reti. Fu il primo calciatore della storia del massimo campionato italiano di calcio a vestire le maglie di Milan, Inter e Juventus.

## Carriera

### Club

#### Milan, Inter e Novese

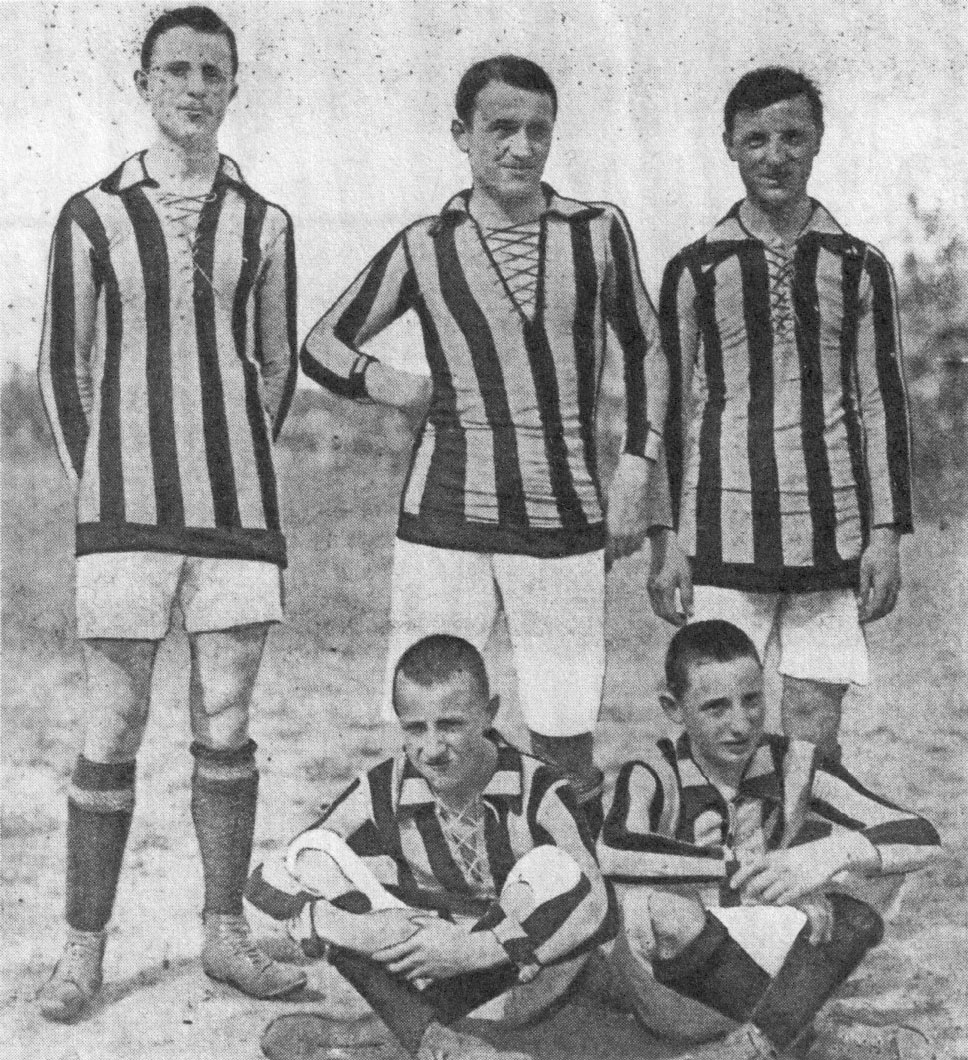
Cevenini III (in piedi, primo da destra) insieme ai suoi quattro fratelli all'Inter nella stagione 1920-1921

Esordì in Serie A nel Milan il 28 aprile 1912 nella gara contro il Genoa, vinta grazie a un suo gol, ma per gran parte della sua carriera fu legato all'Inter, con cui fra il 1912 e il 1927 disputò complessivamente 190 partite in campionato, segnando 158 reti in 10 stagioni: rimane tuttora il quinto miglior capocannoniere dei nerazzurri.
La Prima guerra mondiale, che lo vide tornare provvisoriamente in rossonero e giocare 7 gare segnando 6 gol in Coppa Federale 1915-1916, Coppa Regionale Lombarda e Coppa Mauro, gli rubò gli anni in cui un calciatore solitamente si afferma, ma Zizì riuscì comunque a imporsi nel panorama calcistico italiano.
Campione d'Italia nel 1920, lui al primo campionato dopo il conflitto, rimase in nerazzurro fino al 1927, senza più riuscire a ripetere in campionato l'exploit del 1920. In questo lasso di tempo, i fratelli Cevenini stabilirono un record tuttora in essere, alquanto straordinario: il 26 dicembre 1920, infatti, tutti e cinque i fratelli, (Aldo, Mario, Luigi, Cesare e Carlo), vennero schierati nel derby cittadino contro l'U.S. Milanese, terminato 2-1 per l'Inter grazie ai gol di Luigi e Carlo.
Nella sola stagione 1921-1922 giocò nella Novese nel campionato FIGC, mentre l'Inter partecipava a quello della "ribelle" CCI (arrivando ultimo nel proprio girone senza Zizì). La Novese, con l'apporto del grande campione e trovatasi senza le rivali più titolate, arrivò a vincere lo scudetto nell'anno dello scisma. In quell'anno giocò ancora con il fratello maggiore Aldo e con il secondo della dinastia, Mario.
Tornato a Milano, con la maglia dell'Inter segnò 17 reti nei derby, superato poi negli anni solo da Meazza con 20 reti, mentre il fratello Mario, che a lungo giocò al Milan, si fermò a 16. Nessuno fu poi capace di superare questo terzetto.

#### Juventus e ultimi anni
Approdato alla Juventus nel 1927, vi rimase per tre stagioni.

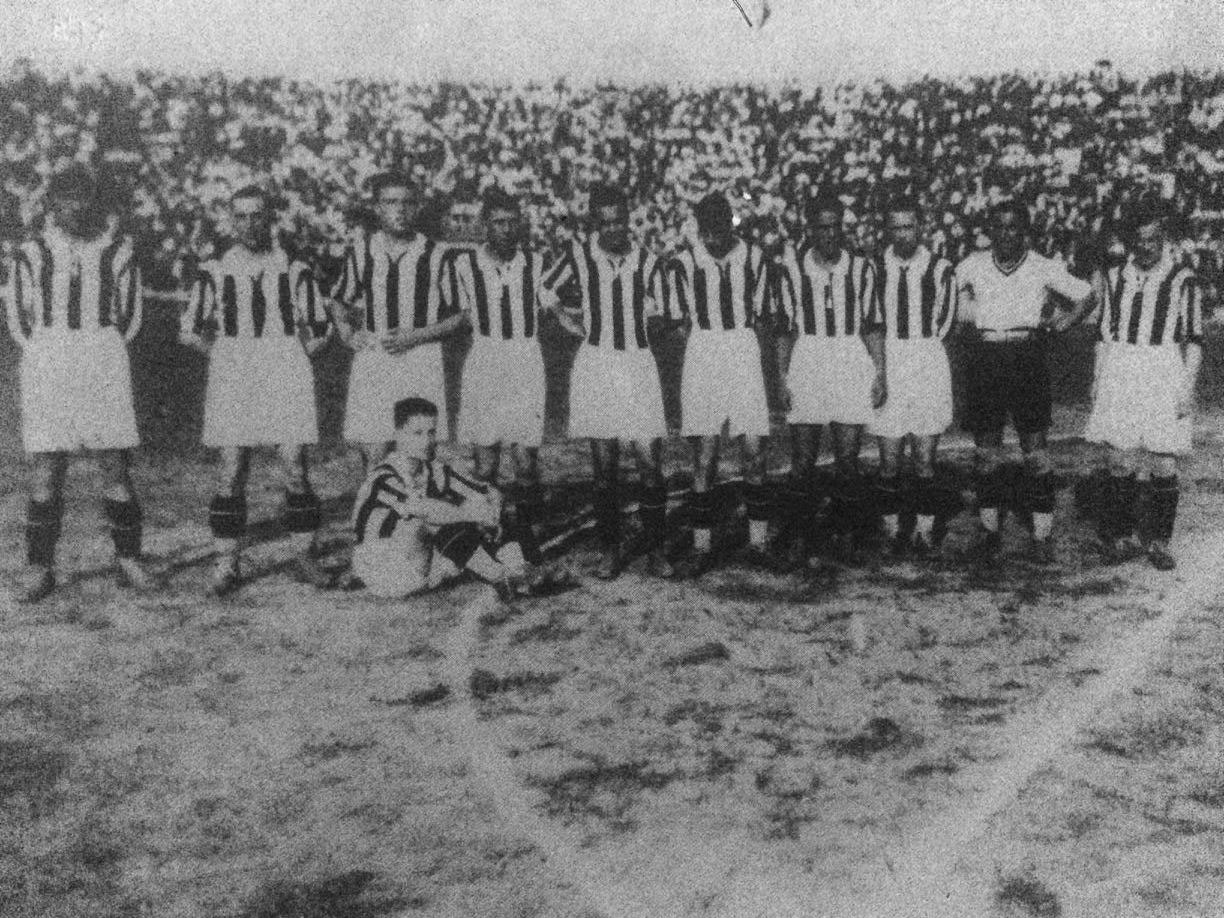
Cevenini III (in piedi, primo da destra) alla Juventus nella stagione 1928-1929

Passato al Messina nel 1930, ricoprì il ruolo di allenatore-giocatore nel campionato di Prima Divisione, l'allora terza serie. L'anno successivo, nonostante i 37 anni d'età, guidò la squadra alla conquista della Serie B dopo gli spareggi per la promozione.
Nella stagione 1934-1935 allenò la Comense in Serie B, giocando anche 15 partite e segnando 5 reti. Nella fase conclusiva della stagione 1938-1939 guidò l'Arezzo, con cui, a 44 anni di età, giocò anche 4 gare; allenò poi la Civitanovese.

### Nazionale
Già prima della Grande Guerra aveva esordito con la maglia azzurra nella partita del 31 gennaio 1915 vinta per 3-1 contro la Svizzera, con un suo gol su rigore per il 2-1 e nella ripresa il terzo gol del fratello maggiore Aldo (che giocava in Nazionale fin dalla sua prima partita nel 1910). Nel 1929 diede l'addio alla Nazionale, di cui ebbe per 7 volte la fascia di capitano.
Giocò anche 2 partite, con una rete, nella Nazionale B nelle prime due partite della sua storia, nel 1927, segnando 3 reti contro le nazionali maggiori di Lussemburgo e di Irlanda.
Come riportato da Antonio Ghirelli nella sua Storia del calcio in Italia, Cevenini fu il primo giocatore nella storia della Nazionale a rendersi protagonista di un episodio singolare: nell'immediato dopoguerra, alla vigilia di un derby, egli scomparve misteriosamente da Milano. Si venne a sapere una quindicina di giorni dopo che s'era recato in Inghilterra per confrontarsi con i professionisti inglesi. Il provino ebbe esito positivo ma, quando una squadra britannica si fece avanti per ingaggiarlo, Cevenini sparì da Londra così come da Milano.

## Statistiche
| Stagione        | Squadra         | Campionato          | Campionato | Campionato | Coppe nazionali | Coppe nazionali | Coppe nazionali | Coppe continentali | Coppe continentali | Coppe continentali | Altre coppe | Altre coppe | Altre coppe | Totale | Totale |
| Stagione        | Squadra         | Comp                | Pres       | Reti       | Comp            | Pres            | Reti            | Comp               | Pres               | Reti               | Comp        | Pres        | Reti        | Pres   | Reti   |
| --------------- | --------------- | ------------------- | ---------- | ---------- | --------------- | --------------- | --------------- | ------------------ | ------------------ | ------------------ | ----------- | ----------- | ----------- | ------ | ------ |
| 1911-1912       | Milan           | Prima Categoria     | 1          | 1          | -               | -               | -               | -                  | -                  | -                  | -           | -           | -           | 1      | 1      |
| 1912-1913       | Inter           | Prima Categoria     | 10         | 2          | -               | -               | -               | -                  | -                  | -                  | -           | -           | -           | 10     | 2      |
| 1913-1914       | Inter           | Prima Categoria     | 28         | 37         | -               | -               | -               | -                  | -                  | -                  | -           | -           | -           | 28     | 37     |
| 1914-1915       | Inter           | Prima Categoria     | 17         | 24         | -               | -               | -               | -                  | -                  | -                  | -           | -           | -           | 17     | 24     |
| 1915-1916       | Milan           | Sospeso             | -          | -          | -               | -               | -               | -                  | -                  | -                  | CF          | 1           | 0           | 1      | 0      |
| 1916-1917       | Milan           | Sospeso             | -          | -          | -               | -               | -               | -                  | -                  | -                  | CRL         | 2           | 0           | 2      | 0      |
| 1917-1918       | Milan           | Sospeso             | -          | -          | -               | -               | -               | -                  | -                  | -                  | CM          | 1           | 2           | 1      | 2      |
| 1918-1919       | Milan           | Sospeso             | -          | -          | -               | -               | -               | -                  | -                  | -                  | CM          | 3           | 3           | 3      | 3      |
| Totale Milan    | Totale Milan    | Totale Milan        | 1          | 1          |                 |                 |                 |                    |                    |                    |             | 7           | 5           | 8      | 6      |
| 1919-1920       | Inter           | Prima Categoria     | 21         | 23         | -               | -               | -               | -                  | -                  | -                  | -           | -           | -           | 21     | 23     |
| 1920-1921       | Inter           | Prima Categoria     | 19         | 31         | -               | -               | -               | -                  | -                  | -                  | -           | -           | -           | 19     | 31     |
| 1921-1922       | Novese          | Prima Divisione     | 19         | 6          | CI              | 2               | 4               | -                  | -                  | -                  | -           | -           | -           | 21     | 10     |
| 1922-1923       | Inter           | Prima Divisione     | 19         | 9          | -               | -               | -               | -                  | -                  | -                  | -           | -           | -           | 19     | 9      |
| 1923-1924       | Inter           | Prima Divisione     | 20         | 6          | -               | -               | -               | -                  | -                  | -                  | -           | -           | -           | 20     | 6      |
| 1924-1925       | Inter           | Prima Divisione     | 19         | 12         | -               | -               | -               | -                  | -                  | -                  | -           | -           | -           | 19     | 12     |
| 1925-1926       | Inter           | Prima Divisione     | 15         | 5          | -               | -               | -               | -                  | -                  | -                  | -           | -           | -           | 15     | 5      |
| 1926-1927       | Inter           | Divisione Nazionale | 22         | 9          | CI              | 2+              | 2               | -                  | -                  | -                  | -           | -           | -           | 24     | 11     |
| Totale Inter    | Totale Inter    | Totale Inter        | 190        | 158        |                 | 2+              | 2               |                    |                    |                    |             |             |             | 192+   | 160    |
| 1927-1928       | Juventus        | Divisione nazionale | 29         | 12         | -               | -               | -               | -                  | -                  | -                  | -           | -           | -           | 29     | 12     |
| 1928-1929       | Juventus        | Divisione Nazionale | 22         | 7          | -               | -               | -               | CEC                | 2                  | 0                  | -           | -           | -           | 24     | 7      |
| 1929-1930       | Juventus        | Serie A             | 16         | 3          | -               | -               | -               | -                  | -                  | -                  | -           | -           | -           | 16     | 3      |
| Totale Juventus | Totale Juventus | Totale Juventus     | 67         | 22         |                 |                 |                 |                    | 2                  | 0                  |             |             |             | 69     | 22     |
| 1930-1931       | Messina         | Prima Divisione     | 19         | 10         | -               | -               | -               | -                  | -                  | -                  | -           | -           | -           | 19     | 10     |
| 1931-1932       | Messina         | Prima Divisione     | 30         | 18         | -               | -               | -               | -                  | -                  | -                  | -           | -           | -           | 30     | 18     |
| Totale Messina  | Totale Messina  | Totale Messina      | 49         | 28         |                 |                 |                 |                    |                    |                    |             |             |             | 49     | 28     |
| 1932-1933       | Peloro          | Prima Divisione     | 17         | 4          | -               | -               | -               | -                  | -                  | -                  | -           | -           | -           | 17     | 4      |
| 1933-1934       | Novara          | Serie B             | 5          | 0          | -               | -               | -               | -                  | -                  | -                  | -           | -           | -           | 5      | 0      |
| 1934-1935       | Comense         | Serie B             | 15         | 5          | -               | -               | -               | -                  | -                  | -                  | -           | -           | -           | 15     | 5      |
| 1935-1936       | Varese          | Prima Divisione     | 8          | 1          | -               | -               | -               | -                  | -                  | -                  | -           | -           | -           | 8      | 1      |
| 1939-1940       | Arezzo          | Serie C             | 4          | 0          | -               | -               | -               | -                  | -                  | -                  | -           | -           | -           | 4      | 0      |
| Totale carriera | Totale carriera | Totale carriera     | 375        | 225        |                 | 4+              | 6               |                    | 2                  | 0                  |             | 7           | 5           | 388+   | 236+   |

### Cronologia presenze e reti in nazionale
| Cronologia completa delle presenze e delle reti in nazionale ― Italia | Cronologia completa delle presenze e delle reti in nazionale ― Italia | Cronologia completa delle presenze e delle reti in nazionale ― Italia | Cronologia completa delle presenze e delle reti in nazionale ― Italia | Cronologia completa delle presenze e delle reti in nazionale ― Italia | Cronologia completa delle presenze e delle reti in nazionale ― Italia | Cronologia completa delle presenze e delle reti in nazionale ― Italia | Cronologia completa delle presenze e delle reti in nazionale ― Italia |
| Data                                                                  | Città                                                                 | In casa                                                               | Risultato                                                             | Ospiti                                                                | Competizione                                                          | Reti                                                                  | Note                                                                  |
| --------------------------------------------------------------------- | --------------------------------------------------------------------- | --------------------------------------------------------------------- | --------------------------------------------------------------------- | --------------------------------------------------------------------- | --------------------------------------------------------------------- | --------------------------------------------------------------------- | --------------------------------------------------------------------- |
| 31/01/1915                                                            | Torino                                                                | Italia                                                                | 3 – 1                                                                 | Svizzera                                                              | Amichevole                                                            | 1                                                                     |                                                                       |
| 18/01/1920                                                            | Milano                                                                | Italia                                                                | 9 – 4                                                                 | Francia                                                               | Amichevole                                                            | 2                                                                     |                                                                       |
| 28/03/1920                                                            | Berna                                                                 | Svizzera                                                              | 3 – 0                                                                 | Italia                                                                | Amichevole                                                            | -                                                                     |                                                                       |
| 20/02/1921                                                            | Marsiglia                                                             | Francia                                                               | 1 – 2                                                                 | Italia                                                                | Amichevole                                                            | 1                                                                     |                                                                       |
| 06/03/1921                                                            | Milano                                                                | Italia                                                                | 2 – 1                                                                 | Svizzera                                                              | Amichevole                                                            | 1                                                                     |                                                                       |
| 05/05/1921                                                            | Anversa                                                               | Belgio                                                                | 2 – 3                                                                 | Italia                                                                | Amichevole                                                            | -                                                                     |                                                                       |
| 08/05/1921                                                            | Amsterdam                                                             | Paesi Bassi                                                           | 2 – 2                                                                 | Italia                                                                | Amichevole                                                            | 1                                                                     |                                                                       |
| 06/11/1921                                                            | Ginevra                                                               | Svizzera                                                              | 1 – 1                                                                 | Italia                                                                | Amichevole                                                            | -                                                                     |                                                                       |
| 15/01/1922                                                            | Milano                                                                | Italia                                                                | 3 – 3                                                                 | Austria                                                               | Amichevole                                                            | -                                                                     |                                                                       |
| 26/02/1922                                                            | Torino                                                                | Italia                                                                | 1 – 1                                                                 | Cecoslovacchia                                                        | Amichevole                                                            | -                                                                     |                                                                       |
| 21/05/1922                                                            | Milano                                                                | Italia                                                                | 4 – 2                                                                 | Belgio                                                                | Amichevole                                                            | -                                                                     |                                                                       |
| 03/12/1922                                                            | Bologna                                                               | Italia                                                                | 2 – 2                                                                 | Svizzera                                                              | Amichevole                                                            | 2                                                                     |                                                                       |
| 01/01/1923                                                            | Milano                                                                | Italia                                                                | 3 – 1                                                                 | Germania                                                              | Amichevole                                                            | 1                                                                     |                                                                       |
| 04/03/1923                                                            | Genova                                                                | Italia                                                                | 0 – 0                                                                 | Ungheria                                                              | Amichevole                                                            | -                                                                     |                                                                       |
| 15/04/1923                                                            | Vienna                                                                | Austria                                                               | 0 – 0                                                                 | Italia                                                                | Amichevole                                                            | -                                                                     |                                                                       |
| 20/01/1924                                                            | Genova                                                                | Italia                                                                | 0 – 4                                                                 | Austria                                                               | Amichevole                                                            | -                                                                     |                                                                       |
| 09/03/1924                                                            | Milano                                                                | Italia                                                                | 0 – 0                                                                 | Spagna                                                                | Amichevole                                                            | -                                                                     |                                                                       |
| 06/04/1924                                                            | Budapest                                                              | Ungheria                                                              | 7 – 1                                                                 | Italia                                                                | Amichevole                                                            | 1                                                                     |                                                                       |
| 18/01/1925                                                            | Milano                                                                | Italia                                                                | 1 – 2                                                                 | Ungheria                                                              | Amichevole                                                            | -                                                                     |                                                                       |
| 22/03/1925                                                            | Torino                                                                | Italia                                                                | 7 – 0                                                                 | Francia                                                               | Amichevole                                                            | -                                                                     |                                                                       |
| 04/11/1925                                                            | Padova                                                                | Italia                                                                | 2 – 1                                                                 | Jugoslavia                                                            | Amichevole                                                            | -                                                                     | Cap.                                                                  |
| 08/11/1925                                                            | Budapest                                                              | Ungheria                                                              | 1 – 1                                                                 | Italia                                                                | Amichevole                                                            | -                                                                     | Cap.                                                                  |
| 17/01/1926                                                            | Torino                                                                | Italia                                                                | 3 – 1                                                                 | Cecoslovacchia                                                        | Amichevole                                                            | -                                                                     | Cap.                                                                  |
| 18/07/1926                                                            | Stoccolma                                                             | Svezia                                                                | 5 – 3                                                                 | Italia                                                                | Amichevole                                                            | 1                                                                     | Cap.                                                                  |
| 28/10/1926                                                            | Praga                                                                 | Cecoslovacchia                                                        | 3 – 1                                                                 | Italia                                                                | Amichevole                                                            | -                                                                     | Cap.                                                                  |
| 30/01/1927                                                            | Ginevra                                                               | Svizzera                                                              | 1 – 5                                                                 | Italia                                                                | Amichevole                                                            | -                                                                     | Cap.                                                                  |
| 23/10/1927                                                            | Praga                                                                 | Cecoslovacchia                                                        | 2 – 2                                                                 | Italia                                                                | Coppa Internazionale                                                  | -                                                                     |                                                                       |
| 06/11/1927                                                            | Bologna                                                               | Italia                                                                | 0 – 1                                                                 | Austria                                                               | Coppa Internazionale                                                  | -                                                                     |                                                                       |
| 28/04/1929                                                            | Torino                                                                | Italia                                                                | 1 – 2                                                                 | Germania                                                              | Amichevole                                                            | -                                                                     | Cap.                                                                  |
| Totale                                                                |                                                                       | Presenze                                                              | 29                                                                    |                                                                       | Reti (28º posto)                                                      | 11                                                                    |                                                                       |

## Palmarès

### Giocatore

#### Club
- Campionato italiano: 2

Inter: 1919-1920
Novese: 1921-1922

#### Individuale
- Capocannoniere del campionato italiano: 1

1913-1914